# Palácio Belvedere (Curitiba)

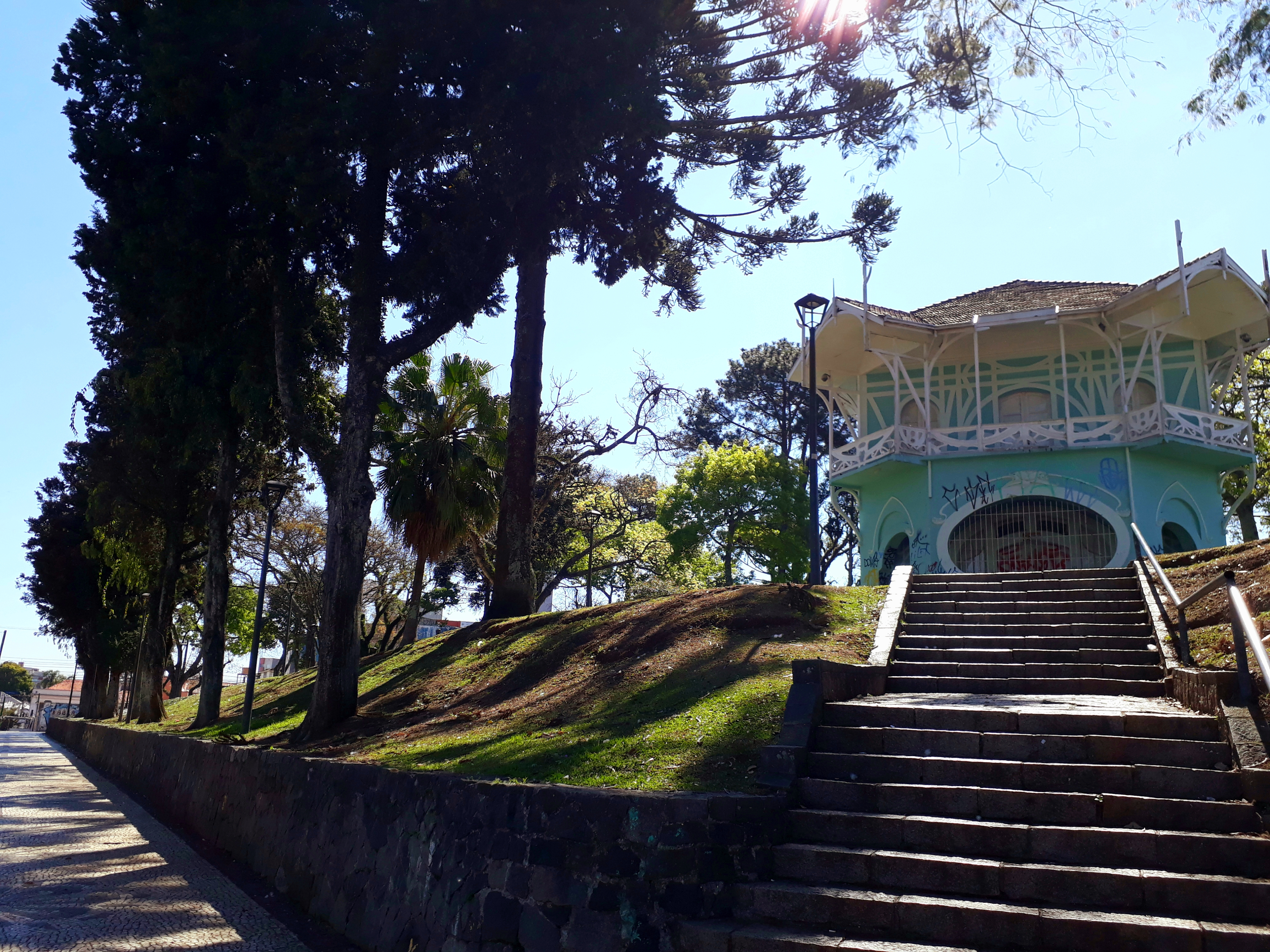
Vista do Palácio Belvedere, na Praça João Cândido, em Curitiba.

O Palácio Belvedere é um prédio histórico localizado, no São Francisco, na cidade de Curitiba, capital do estado brasileiro do Paraná.
Construído na Praça João Cândido (bairro São Francisco), é um prédio de patrimônio histórico do Governo do Estado, tombado em âmbito estadual desde 1966.
Facilmente acessível pela Avenida Jaime Reis, Alameda Doutor Muricy, Alameda Cabral, Alameda Augusto Stellfeld, Rua Ébano Pereira e Rua Kellers. 
Curitiba por ser uma cidade no Sul do Brasil, com um clima subtropical, ocorrem muitas diferenças de temperatura. Além de ter uma alta humidade entre 75 e 85%, esses fatores podem causar a deterioração do edifício. 

## Contexto Legal
Pelo Palácio ser tombado como patrimônio está sujeito a diversas normas legais que influenciam as intervenções que são feitas. Essas normas decorrem de leis municipais e estaduais de preservação do patrimônio.
No âmbito municipal, a Prefeitura de Curitiba, tem normas que limitam a alteração de fachadas e a disposição interna, além disso qualquer intervenção precisa ser aprovada.
No âmbito estadual, o edifício é tombado, isso significa que não são permitidas demolições ou alterações significativas de volumetria. Além disso qualquer obra realizada devem obedecer às diretrizes de preservação, que enfatizam a reversibilidade das intervenções e o uso de materiais e técnicas tradicionais sempre que possível. 

## História
Construído em 1915 sobre o terreno da antiga capela do Alto do São Francisco, foi idealizado e projetado pelo engenheiro e então prefeito da capital, Cândido Ferreira de Abreu, para ser um Mirante, já que o ponto era o mais alto do então centro urbanizado da cidade. Nesta função, permaneceu até 1922, quando virou sede da primeira rádio do Paraná, a Rádio Clube Paranaense. Em 1931, deixou de transmitir a rádio e transformou-se em Observatório Astronômico da antiga Faculdade de Engenharia do Paraná e por três décadas serviu para essa finalidade, até que em 1962, tornou-se sede da União Cívica Feminina Paranaense.
Projetado com linhas e influência art nouveau, em 1966 o prédio foi tombado como patrimônio histórico e artístico do Estado e nas décadas seguintes o local foi utilizado pela área de segurança e ações sociais do governo. Em 2014 foi celebrado um acordo com a Academia Paranaense de Letras (APL) para que o palácio fosse usado como sede da instituição, porém, por faltas de recursos para a realização de uma reforma, a APL não tomou posse do local naquele momento.

### Incêndio
Sem a ocupação da APL e abandonado, na madrugada de 6 de dezembro de 2017 ocorreu um incêndio na cobertura do palácio, danificando por completo último andar do imóvel. Como o então prefeito Rafael Greca tinha liberado, em junho de 2017, a verba necessária para a reforma solicitada e ela não se iniciou antes do sinistro, a situação do prédio histórico ficou meses indefinida quanto a restauração e uso.

### Restauro e reinauguração
Em 2018 o Conselho Municipal de Patrimônio liberou 385 mil reais para custear a obra de reforma do Palácio. Durante escavações das obras de restauração, uma ossada humana foi descoberta no local, sendo considerada um achado arqueológico.
O restauro feito após o incêndio que destruiu o telhado e o pavimento superior, incluindo elementos decorativos de madeira, foi necessária a reconstrução dessas partes. Usando as técnicas de originais, priorizando a fidelidade ao projeto original. Inicialmente foram feitas os restauros da alvenaria, das esquadrias, do piso e das vigas. 
Durante a restauração, estudos realizados identificaram vestígios da pintura original da fachada externa em um tom amarelo, sob as camadas de tinta posteriores. Algumas adições foram feitas, como um elevador externo feito com uma estrutura metálica e vidro, para melhorar a acessibilidade para o segundo andar. 
O Palácio Belvedere foi reinaugurado em dezembro de 2019, com apresentação musical, tendo uma encenação da "Celebração Belle Époque Brasileira". Após a reabertura, finalmente, o espaço passou a abrigar a Academia Paranaense de Letras e também um café literário, de acordo com informações da prefeitura municipal.